# Gouvernement Gaombalet II
Le Gouvernement Gaombalet 2 est le gouvernement de la République centrafricaine de la publication du décret présidentiel  du 2 septembre 2004, jusqu’à la nomination du Gouvernement Doté 1, le 19 juin 2005. Ce gouvernement est nommé par le Président François Bozizé.

## Composition
Le gouvernement Gaombalet 2 est composé de 24 membres, dont le premier ministre, un ministre d’État, 18 ministres et 4 ministres délégués.

### Premier ministre
- Premier ministre, chef du Gouvernement: Célestin Gaombalet

### Ministres d’État
- Ministre d'État à l’Education nationale: Abdoul Karim Meckassoua

### Ministres
- Ministre de la Défense nationale, des Anciens combattants, des Victimes de guerre, du Désarmement et de la Restructuration de l'Armée: le Général d'Armée François Bozizé, Chef de l’État
- Ministre de l'Agriculture: lieutenant-colonel Parfait-Anicet M'Bay
- Ministre du Plan, de l'Économie et des Finances: Daniel N'Ditiféï-Boysémbé
- Ministre des Affaires étrangères: Charles Hervé Wénézoui
- Ministre de l'Intérieur: colonel Michel Sallé
- Ministre de la Justice : Mme Léa Doumta
- Ministre de l'Équipement et des Transports: Sonny M'Pokomandji
- Ministre de l'Énergie, des Mines et de l'Hydraulique: commandant Sylvain N'Doutingaï
- Ministre de la Communication: Joseph Kiticki Kouamba
- Ministre des Eaux et Forêts: Denis Kossi-Bella
- Ministre chargé du Secrétariat général du gouvernement: Zarambaud Assingambi
- Ministre de la Santé publique: Nestor Mamadou-Nali
- Ministre de la Reconstruction des édifices publics et de l'Urbanisme: Abraham Ngotto Bouloum
- Ministre des Postes et Télécommunications: Idriss Salao
- Ministre de la Fonction publique: Jacques Boti
- Ministre de la Jeunesse et des Sports: Désiré Kolingba
- Ministre du Développement du tourisme: Bruno Dacko
- Ministre de la Famille, des Affaires sociales: Solange Pagonéndji N'Dackala
- Ministre du Commerce: Didier Wangué

### Ministres délégués
- Ministre délégué à l'Intérieur: colonel Jules-Bernard Ouandé
- Ministre délégué au Plan, à l'Économie et aux Finances: colonel Mohamed Mahadi Marboua
- Ministre délégué à l'Éducation nationale: Etienne-Jocelyn Natalo
- Ministre délégué aux Affaires étrangères: Guy Moskit